# 목스박
《목스박》은 2024년에 개봉한 대한민국의 영화이다.

## 줄거리
왕갈비파의 두 행동대장 ‘경철’과 ‘태용’은 삼거리파의 갑작스러운 습격으로 생일파티날 자신들의 보스를 잃고 가까스로 피신해 각각 천사의 교회와 은신사에 숨는다. 사기꾼 목사 때문에 망해버린 교회에서 새로운 목회자로 추앙받는 ‘경철’. 은신사에 숨어든 잡범들을 내쫓으며 주지 스님과 기거하는 ‘태용’. 두 사람은 숨죽이며 복수할 날을 기다린다. 하지만 삼거리파는 왕갈비파의 세력이 약해진 틈을 타 사채와 인신매매를 일삼고 이에 분노한 박수무당 형사 ‘도필’은 ‘경철’과 ‘태용’을 찾아 삼거리파 두목 ‘인성’을 잡기 위한 일시적인 연합을 제안한다. 목사, 스님, 박수무당 형사의 신박한 복수! 좌충우돌 그들이 온다!

## 캐스팅

### 주연
- 오대환 : 경철 역
- 지승현 : 도필 역
- 이용규 : 태용 역
- 김정태 : 인성 역

### 조연
- 이영준 : 환장스님 역
- 김영훈 : 지만 역
- 서재우 : 조 형사 역
- 조미녀 : 휘발유 역
- 강혜린 : 아기동자 역
- 정소미
- 김원훈
- 엄지윤
- 조진세

### 특별출연
- 김병옥 : 장 보스 역
- 혜리 : 차혜리 역

## 참고 사항
- 도필 역을 맡은 지승현과 조 형사 역을 맡은 서재우는 고려 거란 전쟁에 이어 같은 작품에 출연한다.
- 영화의 주요 촬영지는 여주시 일원이고, 배경이 된 은신사 촬영은 원주시 치악산에 있는 ‘관음사’에서 진행되었다.
- 영어 제목은 'Holy Punch'다.